# Pichi Huinca
Pichi Huinca é um município da província de La Pampa, na Argentina.